# Руменіт

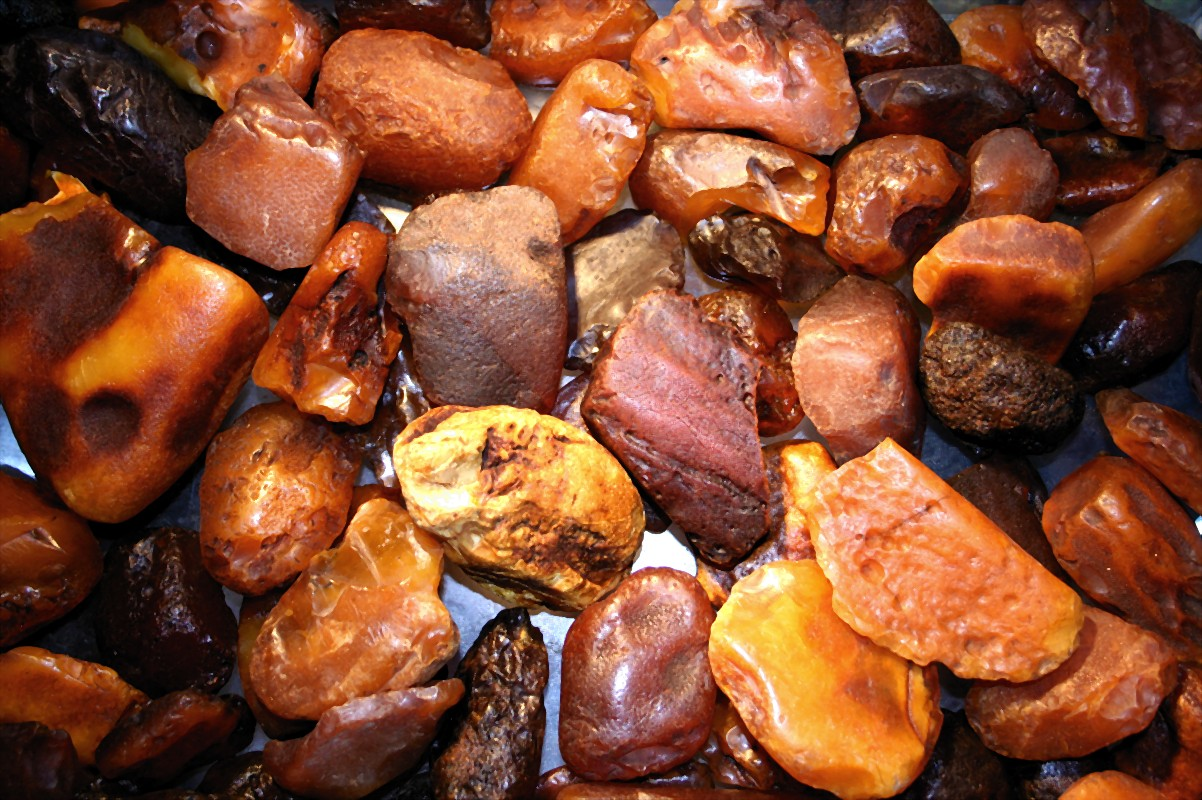
Різновиди бурштину.

Руменіт (рос. руменит, англ. rumänite, нім. Rumänit m) – викопна смола (різновид бурштину) з Румунії.

## Загальний опис
Містить (%): С – 81,64; Н – 9,65; О – 7,55; S – 1,15. Густина 1,03-1,1. Тв. 2,5-3,0. Колір буро-жовтий до бурого і чорного. Дуже крихкий. Злам плоско-раковистий. Знайдений у глинистих сланцях. За назвою країни Румунії (O.Helm, 1891).